# Безак Федір Миколайович
Федір Миколайович Безак (нар. 21 вересня 1865 — 14 грудня 1940) — громадський діяч і політик Російської імперії, член Державної думи від Київської губернії, член Державної Ради з виборів.

## Життєпис

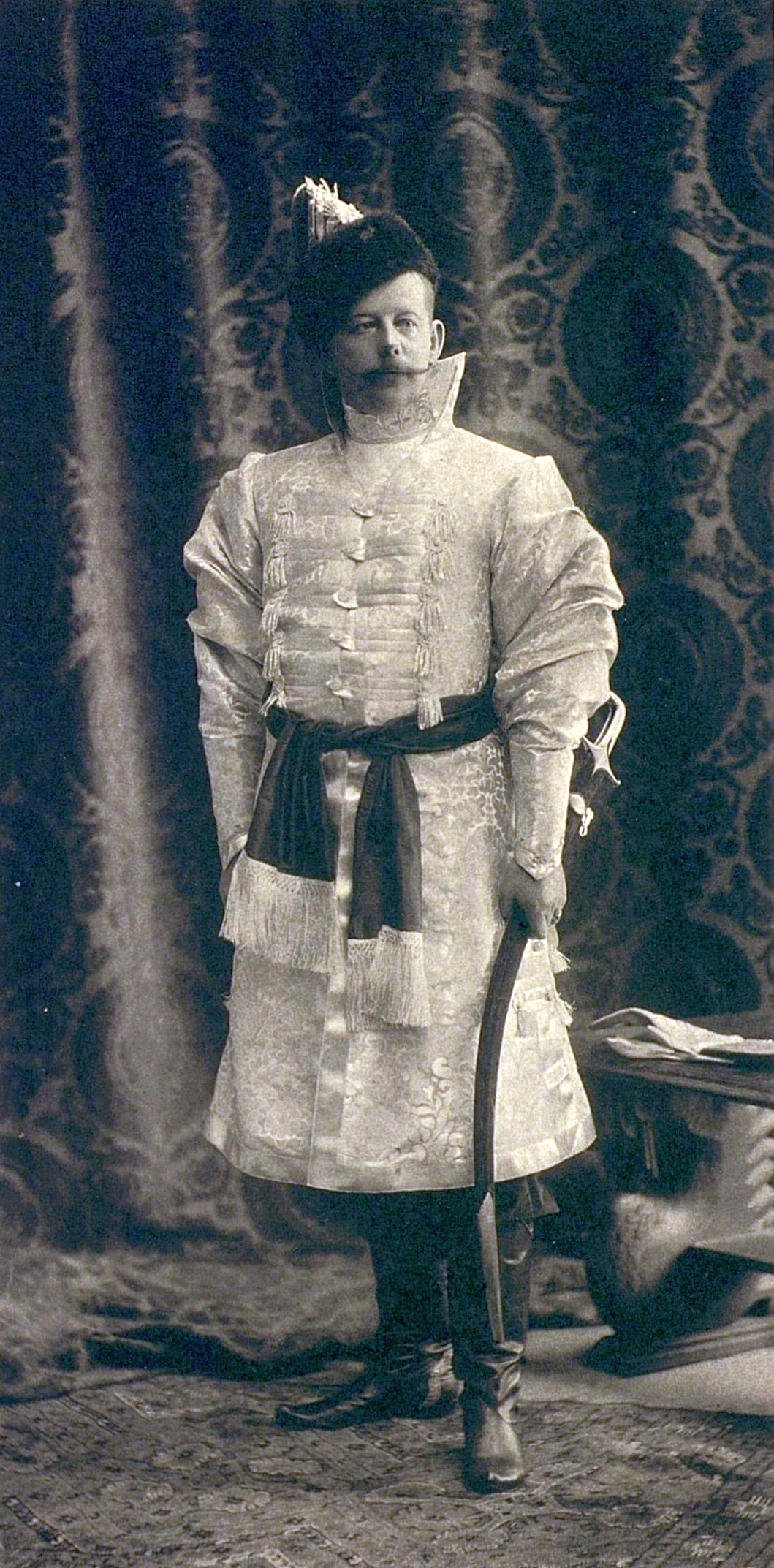
На костюмованому балу (1903).

Походив зі спадкових дворян. Землевласник Київської та Полтавської губерній (3818 десятин), домовласник (два будинки в Петербурзі).
Син члена Державної ради генерал-лейтенанта Миколи Безака (1836—1897) і Марії Лугиніної.
Закінчив Нижегородський кадетський корпус і Пажеський корпус (1885), звідки випустився корнетом в Кавалергардський полк. Прослужив у Кавалергардському полку 17 років, пройшовши всі стройові посади аж до посади командира 4-го ескадрону.
У 1901 році вийшов у відставку в чині полковника і підвищений до камергера. Оселився в родовому маєтку Юзефовка Бердичівського повіту, де присвятив себе громадській діяльності. Був гласним Бердичівських повітових і Київських губернських земських зборів (з 1902 року), а також почесним мировим суддею Бердівського округу. Крім того, входив до правління товариства Юзефовсько-Миколаївського буряково-цукрового і рафінадного заводу.
У 1907 році обраний членом III Державної думи від Київської губернії. Входив до фракції помірно-правих, з 3-й сесії — до російської національної фракції. Був доповідачем комісії з державної оборони, секретарем комісії з недоторканості особи, а також членом комісій: розпорядчої, з державної оборони та у справах православної церкви.
У 1909—1910 роках — член Партії помірно-правих, з січня 1910 року обраний до Ради Всеросійського національного союзу.
З 1909 року — дійсний член Київського клубу російських націоналістів. У 1911 році підвищений до шталмейстера.
30 січня 1912 року призначений Київським губернським маршалком шляхти. У тому ж році переобраний депутатом Державної думи від Київської губернії з'їздом землевласників. Входив до фракції російських націоналістів і помірно-правих (ФНПП). Був товаришем голови комісії з військових і морських справ.
1 серпня 1913 року склав повноваження депутата Державної думи, а 13 вересня того ж року обраний членом Державної ради від Київського земства. Приєднався до групи правого центру.
7 вересня 1916 року вибув зі складу Держради після закінчення терміну.
12 березня 1917 року, після Лютневої революції, подав у відставку з посади губернського маршалка шляхти.
У червні 1917 року брав участь в монархічному з'їзді в Києві. Був членом марківської підпільної організації «Велика єдина Росія».
У роки Громадянської війни жив у Києві. Був учасником монархічного Особливого політичного бюро в Україні, очолював помірно-правий Союз російських національних громад, що субсидувався відділом пропаганди Особливої наради при головнокомандуючому ЗСПР.
Емігрував до Франції, жив у Ніцці. Залишив спогади, вперше опубліковані у 2008 році у збірці «Вірна Гвардія».
Помер у 1940 році. Перепохований на російському цвинтарі Кокад. Був одружений з Оленою Шиповою (1880—1971), донькою командира Кавалергардського полку генерал-ад'ютанта Миколи Шипова. Діти: Марія (нар. 1902) і Микола (нар. 1904).

## Нагороди
- Орден Святого Станіслава 3-го ступеня (1894);
- Орден Святої Анни 3-й ступеня (1897);
- Орден Святого Володимира 3-го ступеня (1913).
- медаль «У пам'ять царювання імператора Олександра III»
- медаль «У пам'ять коронації Імператора Миколи II»
- медаль «У пам'ять 100-річчя Вітчизняної війни 1812 р.»

Іноземні:
- Чорногорський Орден Князя Данила I 4-го ступеня (1894);
- Перський Орден Лева і Сонця 3-го ступеня (1896).